# 平措旺秋
平措旺秋（藏語：ཕུན་ཚོགས་དབང་ཕྱུག་，威利转写：phun tshogs dbang phyug；1935年—1995年4月）藏族，籍贯不详，中华人民共和国官员。

## 生平
1957年2月8日，毛泽东在北京接见了西藏青年参观团全体人员，并合影留念。在合影中，22岁的平措旺秋坐在毛泽东左侧，当时为拉萨参观代表团团长。此后，平措旺秋留在北京学习，后来回到西藏工作，先后在西藏自治区总工会、西藏自治区民族宗教委员会等单位担任领导职务。
1995年4月，时任西藏自治区六届人大常委会委员的平措旺秋病逝。